# Алија Гарајева
Алија Гарајева (енгл. Aliya Garayeva; 1. јануар 1988) бивша је индивидуална ритмичка гимнастичарка. Представљала је Русију (до 2005) и Азербејџан (2006—2012). Освајачица је бронзане медаље на Светском првенству ритмичке гимнастике и петоструки државни првак Азербејџана.

## Каријера
Гарајева је постала двострука шампионка Азербејџана 2006. године на својим појединачним наступима. Освојила је бронзу на Гранд Приксу у Москви 2007. у такмичењу, у две појединачне представе. Гарајева је заузела шесто место на такмичењу у више трка на европском првенству које је одржано у Москви 2006. Потом се пласирала на прво место и освојила бронзану медаљу. Гарајева је завршила на трећем месту на међународним турнирима који се одржавају у Русији, Грчкој и Италији.
Гoдине 2006. завршила на четвртом месту, на клупском светском првенству, које се одржавало у Јапану. У фебруару 2007. године њен тим је освојио италијанско првенство. На својој првој олимпијади на Летњим олимпијским играма 2008. у Пекингу, Кина, Гарајева је заузела шесто место у финалу вишенаменских дисциплина.
Гарајева је освојила бронзу на светском првенству 2010. године. Такође је освојила и бронзану медаљу на европском првенству 2010. Следеће године Гарајева је освојила бронзану медаљу на светском првенству 2011. у Монпељеу, у Француској. Потом се такмичила на финалу Гранд Приксу и освојила бронзу.
Започела је сезону 2012. освајањем бронзане медаље на светском купу у Пензи и сребрне медаље на светском купу у Ташкенту. Потом је освојила своју другу европску светску бронзану медаљу на европском првенству 2012. године. На Летњим олимпијским играма 2012. била је трећа у квалификацијама. Заузела је четврто место у финалу. Своју такмичарску каријеру завршила је на крају сезоне 2012.
Након Олимпијских игара 2012. године, Гарајева је најавила повлачење из гимнастике. Гарајева се удала 2012. године, а 2014. започела је каријеру као тренер ритмичке гимнастике.

## Лични живот
Гарајева је рођена у татарској породици. Њена мајка је тренер ритмичке гимнастике. Гарајева тренутно борави у Франкфурту, у Немачкој.

## Детаљни олимпијски резултати
| Година | Опис такмичења  | Локација | Резултат Финале | Резултат Квалификовање |
| ------ | --------------- | -------- | --------------- | ---------------------- |
| 2012   | Олимпијске игре | Лондон   | 111.575         | 111.850                |
| 2012   | Олимпијске игре | Лондон   | 27.925          | 27.450                 |
| 2012   | Олимпијске игре | Лондон   | 27.825          | 28.350                 |
| 2012   | Олимпијске игре | Лондон   | 27.575          | 27.850                 |
| 2012   | Олимпијске игре | Лондон   | 28.250          | 28.200                 |

| Година | Опис такмичења  | Локација | Резултат Финале | Резултат Квалификовање |
| ------ | --------------- | -------- | --------------- | ---------------------- |
| 2008   | Олимпијске игре | Пекинг   | 69.675          | 69.200                 |
| 2008   | Олимпијске игре | Пекинг   | 17.750          | 17.875                 |
| 2008   | Олимпијске игре | Пекинг   | 18.075          | 16.850                 |
| 2008   | Олимпијске игре | Пекинг   | 17.225          | 17.625                 |
| 2008   | Олимпијске игре | Пекинг   | 16.625          | 16.850                 |